# Peter Whitehead
Peter Whitehead (n. 12 noiembrie 1914 – d. 21 septembrie 1958) a fost un pilot englez de Formula 1 care a evoluat în Campionatul Mondial între anii 1950 și 1954.